# ارد فان بيبين
ارد فان بيبين (بالهولندية: Ard van Peppen)‏ (26 يونيو 1985 بدلفت في هولندا - ) هو لاعب كرة قدم هولندي في مركز الدفاع. لعب مع آر كي سي فالفيك ودي غرافشاب ورودا ياي سي وفاينورد ونادي إكسلسيور وFeyenoord Academy (Varkenoord) ‏.

## وصلات خارجية
- ارد فان بيبين على موقع قاعدة بيانات كرة القدم.إي يو (الإنجليزية)
- ارد فان بيبين على موقع Soccerway.com (الإنجليزية)
- ارد فان بيبين على موقع عالم كرة القدم.نت (الإنجليزية)